# Bulverket

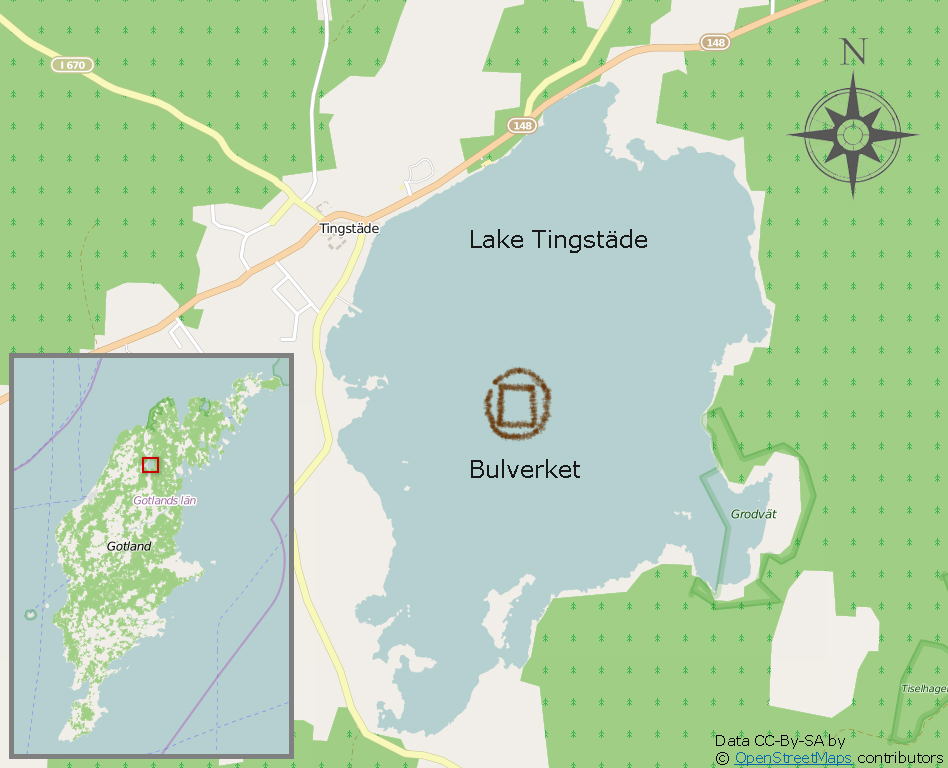
Bulverket i Tingstäde träsk

Bulverket är resterna efter en stor träfästning i sjön Tingstäde träsk på Gotland. Den ligger nu utspridd i stora timmerhögar på sjöns botten.  
Enligt senaste undersökningar från 1989 byggdes fästningen på 1130-talet, men enligt utgrävda bottensediment så användes den inte särskilt länge, kanske endast ett halvsekel. Namnet Bulverket kommer från ”bul” i betydelsen stock, medan ändelsen ”verk” syftar på något uppbyggt. Det är också besläktat med engelskans "bulwark", som är en form av en försvarsanläggning, likaså nederländskans ”bolwerk” har samma betydelse, och så även svenskans bålverk. Syftet med bygget är okänt, möjligen kan det ha varit "ett uttryck för motstånd mot kungliga och biskopliga anspråk".
Eftersom Tingstäde träsk har en naturlig sedimentation blev Bulverkets rester konserverade och de fynd man påträffat har varit i mycket gott skick. Bulverket har troligen inte varit en bosättning och verkar inte ha använts under lång tid, då man hittat få fynd som pekar på detta.  
Man kan se resterna av bulverket antingen genom isen på vintern eller med båt på sommaren. I Tingstäde träsk finns en mindre båt med elmotor och glasbotten att hyra. Man kan se bulverket genom botten på båten.
Även söder och öster om Östersjön har forskare hittat liknande pålkonstruktioner i sjöar, till exempel i Lettland.  

## Konstruktionen
Bulverket bestod av fyra längor med hus som varit placerade på en kvadratisk plattform och där varje sida mätte 170 meter. På plattformen kan det ha funnits så mycket som flera hundra byggnader.  Fyrkantens hörn var orienterade i de fyra ordinarie väderstrecken. I anläggningens mitt fanns en öppen, skyddad vattenyta med bryggor där man sannolikt kunde förtöja sina båtar. Bulverket hade i försvarssyfte omgärdats av en cirkulär pålkrans som var fast förankrad i sjöbottnen. Bitvis sträckte sig denna nästan femtio meter ut i vattnet och den var till större delen försedd med dubbla rader. Det sägs även att Bulverket användes som en fiskeplats och en plats för att lagra varor på då konstruktionen låg skyddat ute i vattnet. 
Huvudkonstruktionen bestod av stockkistor uppbyggda av timmer i längder 5 till 8 meter med genomgående hål på varje ände där det har gått igenom vertikala, fyrsidiga stolpar. Att på det här sättet bygga upp fyrkantiga träfundament från sjöbotten upp till vattenytan med denna typ av trä timring kallas "ok-konstruktion.  Golvet  på det stora plattformarna har utgjorts av plankor. Där fanns både bostadshus och förvaringshus, vilka var uppförda i olika tekniker: skiftesverk, knuttimring och stavteknik. Totalt hade det gått åt ca 25 000 stockar, mest av tall, vilket motsvarar cirka 50 hektar skog. Antalet dagsverken för att bygga Bulverket uppskattas till cirka 38 000, och undersökningar tyder på ett snabbt uppförande, kanske under blott ett år, vilket skulle betyda att ungefär hundra man varit sysselsatta denna tid. Med tanke på organisationen runt arbetet, och att gårdarna inte helt kunde avvara arbetskraft för Bulverkets byggande, måste stora delar av norra Gotland varit involverade i projektet.

## Upptäckten
Det är troligt att lokalbefolkningen hela tiden känt till Bulverket, men det finns ingen eller ringa muntlig tradition angående dess uppbyggnad, syfte och öde. Ett gammalt lokalt uttryck är: ”Det rökte så som när Tingstäde träsk brann”. Kanske anger det hur bebyggelsen en gång förstördes, trots att få eller inga brända eller förkolnade stockar hittats. Första gången Bulverket nämns i skrift tycks vara av den svenska arkeologen Oscar Montelius 1868. Under senare halvan av 1800-talet reste han till Gotland och 1868 skrev han en utförlig rapport där han redogör för Gotlands arkeologi, inklusive bulverket. Han nämner i sin rapport att  en dr. Lindström, naturforskare och lärare vid Visby läroverk, hade funnit rester av träfästningar i Tingstäde träsk. Dr. Lindström må ha nämnts som den första som upptäckte lämningarna i skrift men det är mycket troligt att Tingstädes befolkning redan var medvetna om byggnadsställningarna då det var en populär plats för abborrfiske.[källa behövs]

## Undersökningar

### 1921–1936

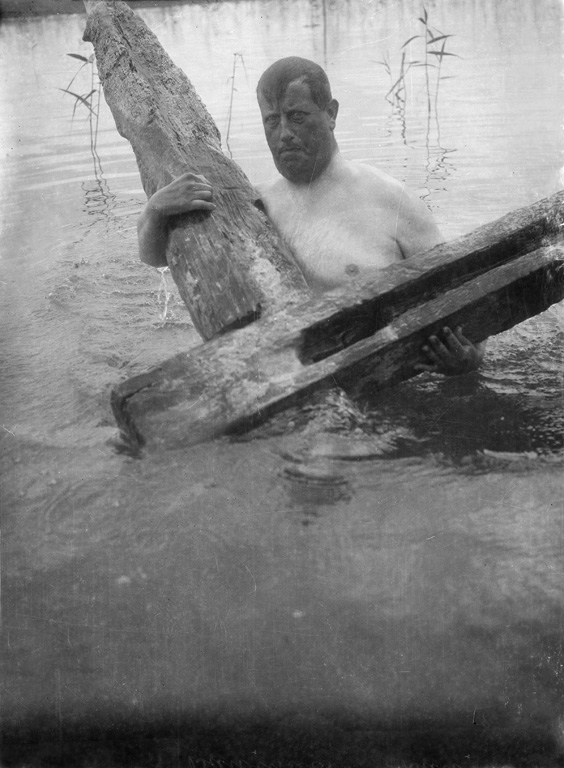
Geologen Lennart von Post tar upp byggnadsvirke från Bulverket i Tingstäde träsk, vid undersökningen 1927.

Arvid Zetterling (död 1938), då kapten vid Gotlands artilleriregemente (A7), upptäckte Bulverket 1907 under en fisketur på Tingstäde träsk och blev fascinerad av trästockarna han såg på sjöbotten. Zetterling gjorde en undersökning av Bulverket 1915, men det var först efter pensioneringen 1918, då han utnämndes till major i reserven. Undersökningarna började på allvar 1921, då Zetterling mätte upp, dokumenterade och bärgade 600 delar av byggnadstimmer och några få artefakter. Undersökningen av bulverket började officiellt på 1920-talet då en av de första upptäckterna var att lokalborna kallade bulverket för “boulwarki” vilket betyder trädstamsbyggnad. På 1920-talet utförde också Gösta Lindqvist en pollenanalys på bulverketsnivån vars resultat visade en datering till förromersk järnålder. Detta bevisades falskt år 1965 vilket betyder att vi endast har bevis på Bulverkets existens till vikingatiden. Arvid Zetterling fortsatte undersökningarna och arrenderade även en bostad i Furubjärs gård i Tingstäde, där han också grundade ett museum tillägnat till Bulverket. Museet stängdes dock efter hans död 1938. Under muddringarna hittade Zetterling mest olika typer av timmer, bland annat rester från två olika sorters båtar, men även en del bronsföremål, flöten, hasselnötter och ben från nöt, får, svin och fågel. Bland föremål fanns även bronsbeslag från kläddetaljer och fynden bestod av remändebeslag, en bjällra samt 17 beslag till ett bälte. Typologiskt så har dessa föremål identifierats som vikingatiden och tidig medeltid. Han fann också rester av brandskadat virke av vilket han drog slutsatsen att Bulverket till stor del förstörts av eld. Han sammanställde också en ”Plan över Bulverket” i skala 1:50.

### 1987–1994
Den svenska marinarkeologen, dykaren och forskaren Johan Rönnby gjorde 1989-1994 ytterligare undersökningar som berör de mer vetenskapliga och marinarkeologiska aspekterna kring bulverket.  Syftet var att göra en mer utförlig och noggrann kartering  av lämningarna samt datera dem. Rönnby utgår ifrån frågeställningen “Vem kan ha stått bakom ett bulverk”. I denna undersökning kom Rönnby bland annat fram till att bulverket byggdes runt början av 1130-talet. Han gjorde detta med hjälp av dendrokronologi. I undersökningen var utgångsläget att göra ett 3x2 meter stort provschakt tvärs genom västra delen av södra längan i träsket, där tidigare forskning inte tidigare hade gjorts.  För att klara sikten i vattnet användes en vattendriven sug och dykarna låg på en byggnadsställning för att undvika kontakt med botten. Ungefär 0,2 meter ned hittades mörkare skiftningar i träet och detta skulle kunna tyda på en eventuell brand. Det fanns dock ingen större mängd kol i utgrävningen.
Rönnby resonerar kring byggnadsverkets syfte och menar att anläggningen kan ha varit en sjöborg i form av en samlingsplats som användes i oroliga tider. Han hade även en hypotes kring att borgen kan ha fungerat som en varulagringsplats och/eller fiskeplats.

### 2019-2023
Arkeologen och byggnadsantikvarien Peter d’Agnan gick 2019 igenom Zetterlings arkivmaterial. D’Agnan tror att husen som stod på plattformen hade byggts vid ett annat tillfälle, på land, och monterats ner för att sedan monteras upp igen som en del av Bulverket. Han menar att utseendet på vissa delar tyder på att de är återanvända från andra byggnader. Vid de nya undersökningarna har nya stockar dokumenterats. Peter d’Agnan tror dock att Zetterling sett dessa men inte dokumenterat dem. Denna slutsats drar han då stockarna är avsågade i ändarna. 
Under 2022-2023 arbetar d’Agnan tillsammans med Rönnby på ett nystartat forskningsprojekt om Bulverket vid namn Bulverkshusen. Projektet innebär bland annat nya arkeologiska undersökningar.